# Marin Sorescu
Marin Sorescu (n. 29 februarie 1936, Bulzești, România – d. 8 decembrie 1996, București, România) a fost un scriitor român, membru titular (din 1992) al Academiei Române.
În cariera politică, a ocupat funcția de ministru al Culturii între anii 1993 și 1995, fără afiliere politică. 
S-a făcut remarcat și prin preocuparea pentru pictură, deschizând numeroase expoziții în țară și în străinătate. Fără a se înscrie într-un partid politic, după Revoluția română din 1989, a ocupat funcția de Ministru al Culturii în cadrul cabinetului Nicolae Văcăroiu (25 nov. 1993 - 5 mai 1995). A tradus versuri ale lui Boris Pasternak.
În perioada 1978-1990, Marin Sorescu a fost redactor-șef la revista craioveană Ramuri, de unde a fost forțat să plece în 1992, în urma unei scrisori semnate de mai mulți redactori ai revistei.
În 1992, și-a susținut doctoratul în filologie la Universitatea din București, cu teza ”Insolitul ca energie creatoare, cu exemple din literatura română”.
Acesta a scris poezia intitulată "Harta" prin care se descrie pe sine , alegând metafore greu de descifrat. Poezia aceasta face parte din volumul Tinerețea lui Don Quijote(1968).

## Biografie
Marin Sorescu a fost fiul lui Ștefan Sorescu și al Nicoliței (născută Ionescu), țărani din Bulzești. A urmat cursurile școlii primare în satul natal, apoi a continuat studiile la Colegiul Național „Frații Buzești” din Craiova; în continuare a studiat la Școala medie militară din Predeal. Studiile universitare le-a făcut la Universitatea Alexandru Ioan Cuza din Iași, la Facultatea de Filologie (1955-1960), licențiat în limbi moderne. A fost membru al Programului Internațional pentru Scriitori la Universitatea din Iowa - SUA.

## Opera

### Poezia
Marin Sorescu debutează în 1964, la vârsta de 28 de ani, cu volumul de parodii "Singur printre poeți". Până la moartea sa (în 1996) mai publică încă 23 de volume, devenind o figură marcantă a poeziei românești contemporane. În 1966 primește Premiul Uniunii Scriitorilor pentru volumul "Poeme", reușind să repete această performanță de încă 5 ori pe parcursul carierei sale.
Printre volumele cele mai cunoscute se numără "Tușiți" (1970), "Suflete, bun la toate" (1972), precum și ciclul de 4 volume intitulat "La lilieci" (1975, 1977, 1980, 1988), un univers poetic construit pornind de la un cimitir ce poartă acest nume.
Marin Sorescu a excelat în poezii parodice, a dat aproape echivalențe la versuri de Maria Banuș, Nina Cassian, Veronica Porumbacu, a compus excelente parodii la cantecele lui Miron Radu Paraschivescu, versurile lui Ion Horea, Victor Felea, Ion Gheorghe, Adrian Păunescu, Eugen Frunză, Nicolae Stoian, Toma George Maiorescu...
Într-o postfață la volumul Tinerețea lui Don Quijote, Marin Sorescu susține că actul poetic constă în a avea curajul să-ți dezvălui subiectivitatea, „sufletul până în cutele lui cele mai întunecoase, spaimele și năzuințele cele mai intime” cu aspirația de a ieși din contingent, asemenea păsării care, petrecându-și majoritatea timpului într-un copac, nu cântă numai în și numai despre copac. Poezia trebuie să fie clară, nu coborâtă la nivelul comun de înțelegere, pe cât posibil concisă, spre a avea parte de o critică lungă și personală, originală fără ostentație. Cam toate aceste însușiri se pot recunoaște în poezia sa, de predilecție în versuri albe, comunicative, adesea presărate cu ironii și autoironii, într-un limbaj care nu ocolește familiaritatea în sens filistin...(Al. Piru, op. cit. pp. 175-176).
Înainte de 1989 nu a putut să apară volumul „Poezii alese de cenzură” (1991), dintre care cea mai cunoscută este poezia Casa sub observație. 
Poezia lui Sorescu acoperă o zonă literară largă, stilul său ironic și degajat trezind în cititor spiritul ludic al copilăriei. De altfel multe dintre volumele sale sunt dedicate celor mici ("Unde fugim de acasă?" - 1967, "Cirip-ciorap" - 1993).
La moartea scriitorului au rămas în manuscris cincisprezece volume, poezie, eseu, jurnal și roman.

### Dramaturgia
Dramaturgia lui Marin Sorescu abordează cu precădere tematica teatrului poetico-parabolic în trilogia ”Setea Muntelui de sare”, care cuprinde piesele Iona, Paracliserul și Matca. Paracliserul întruchipează tragedia artistului creator consumat de propria-i flacără ce nu lasă în trecerea sa prin lume decât impalpabile vestigii, niște „vorbe pe pereți.” Uneori autorul abordează fie teatrul contemporan, precum în Există nervi, teatrul istoric (în A treia țeapă și Răceala) sau comedii, precum Vărul Shakespeare, al căror armă primordială este chiar ironia mușcătoare, împrumutată din lirica soresciană.

### Poezii
- 1964 - Singur printre poeți
- 1965 - Poeme
- 1966 - Moartea ceasului
- 1968 - Tinerețea lui Don Quijote
- 1970 - Tușiți
- 1970 - Unghi
- 1972 - Singur printre poeți
- 1973 - Ocolul infinitului mic pornind de la nimic
- 1975 - Norii
- 1976 - Poeme Sorescu
- 1977 - Trei dinți din față
- 1972 - Suflete, bun la toate
- 1972 - Rame - Douăzeci și cinci de poezii
- 1973 - Astfel
- 1973 - Ocolul infinitului mic, pornind de la nimic
- 1976 - Descîntoteca
- 1978 - Sărbători itinerante
- 1979 - Ceramică
- 1982 - Fîntîni în mare
- 1984 - Drumul
- 1987 - Apă vie, Apă moartă
- 1989 - Ecuatorul și Polii
- 1991 - Poezii alese de cenzură
- 1994 - Traversarea
- 1995 - Lulu Și Gulu-Gulu : Versuri pentru copii, ilustrate de autor
- 1995 - Poemele tuturor tainelor
- 1996 - Din grădina copilăriei - Culegere de poezii pentru elevii din clasele I-IV
- 1996 - Moment poetic
- 1996 - Poezii
- 1997 - Puntea (Ultimele)
- 1998 - Efectul de piramidă
- 1973-1998 - La Lilieci (I-VI),
- 2000 - Scrînteala vremii
- 2000 - Încoronare

### Literatură pentru copii
- 1966 - Unde fugim de-acasă? - Aproape teatru, aproape poeme, aproape povești
- 1987 - Cocostircul Git-Sucit
- 1998 - Diligența cu păpuși
- 2016 - Se mută circul înapoi - antologie de poezii pentru copii

### Romane
- 1978 - Trei dinți din față
- 1982 - Viziunea vizuinii
- 1999 - Japița

### Teatru
- 1968 - Iona
- 1970 - Paracliserul
- 1974 - Setea muntelui de sare[11]
- 1976 - Matca - Piesă în trei acte
- 1980 - Teatru (Răceala, A treia țeapă)
- 1984 - Ieșirea prin cer (Iona, Paracliserul, Matca, Pluta Meduzei, Lupoaica mea, Există nervi, Răceala, A treia țeapă)
- 1992 - Vărul Shakespeare și alte piese (Luptătorul pe două fronturi, Casa evantai, Vărul Shakespeare)
- 1994 - Desfacerea gunoaielor

### Publicistică
- 1969 - Teoria sferelor de influență
- 1975 - Insomnii - Microeseuri
- 1976 - Starea de destin
- 1985 - Ușor cu pianul pe scări : Cronici Literare
- 1997 - Biblioteca de poezie românească
- 1999 - Jurnal - Romanul Călătoriilor I-VII

### Traduceri
- 1969 - Lisandro Oterro, "Situația"
- 1969 - Boris Pasternak, "Lirice"
- 1985 - Tratat de inspirație
- 1987 - Justo Jorge Padron, "Gazela de apă" (poeme); traducere de Marin Sorescu și Omar Lara
- 1993 - Vasko Popa, "Sare de lup", tradus de Slavomir Popovici si Marin Sorescu
- 1996 - Tan Swie Hian, "Flori de prun" (fabule)
- 1999 - Andrei Belîi, "Petersburg" (roman)

### Varia
- 1974 - Doua coruri, de Hans Peter Türk ; pe versuri de Marin Sorescu
- 1975 - Cârlova: ruinurile Târgovistii ; editie ingrijita si prefata de Marin Sorescu
- 1985 - Sterian
- 1987 - Adam Puslojic, Omul, Opera și încă ceva
- 1987 - S. Copacescu - Micii gradinari. Invitati de Marin Sorescu in minunata lume a plantelor
- 2003 - Săgeți postume : epigrame, fabule, parodii, versuri, proză scurtă
- 2004 - Bile și cercuri
- 2005 - Între linii
- 2018 - Jurnal de zi si poezii din perioada studiilor liceale

### Ediții în limbi străine
- 1968 - Kugeln und Reifen (Bile și cercuri), translated into German by Dieter Roth.
- 1968 - Ikaruszosdi (De-a Icar), fordította Balogh József.
- 1968 - Iona. Stück in vier Bildern. Deutsch von Doina Lescu. Wien - München - Basel, Theaterverlag Kurt Desch.
- 1969 - Jivot u tocku (Viața în roată).  Trad. în italiană de Marco Cugno.
- 1969 - la catedrale (Paraclisrul).  Trad. în sârbă de Adam Puslovici.
- 1970 - Vibrácie (Vibrații); Překlad: Milan Kraus, Vladimír Dudáš și Milan Kraus.
- 1970 - Punkt widzenia (Unghi). Versuri traduse în limba polonă de Irena Harasimowicz.
- 1971 - Der Kuster, drama. Deutsch von Doina Lescu. Wien - München - Basel, Theaterverlag Kurt Desch.
- 1971 - Együtt álmodunk (Visăm împreună); [vál.] ford. és [utószó] Szemlér Ferenc
- 1972 - Jonas. Danmarks Radio. Hørespilarkivet
- 1972 - 80 Poezii - 80 Poesie; trad. în italiană de Marco Cugno.
- 1972 - Rame : Douazeci si cinci de poezii - Frames : Twenty Five Poems. Versiune eng. și cuv. înainte de Roy MacGregor-Hastie.
- 1973 - Ci sono nervi (Există nervi). Versiune italiană de Marco Cugno.
- 1974 - Aberglaube. Aus dem Rumänischen von Oskar Pastior.
- 1974 - Verse anthology, USSR
- 1975 - Framkallning (Developare). Tolkning av Pierre Zekeli och Marianne Sandels.
- 1975 - Noah, ich will dir was sagen - gedichte (Noe, hai să-ți spun ceva, Versuri). übertragen von Oskar Pastior.
- 1975 - Trojanische Pferde: gedichte (Cai troieni, Versuri); übertragen von Dieter Roth; Bukarest; Kriterion
- 1976 - Smiles and Sarcasm (Sarcasme și surâsuri); traducere în greacă de Menealus Ludemis; Dorikos Publishing House Athens, Greece.
- 1976 - Kerámia : versek (Ceramica); válogatta és fordította Balogh József
- 1978 - Als ich Einmal fliegen Wollte (Despre cum era să zbor); traducere în lb. germană de Dieter Roth.
- 1978 - Raceala. A cold (editie bilingva romana-engleza). Traducere de Stavros Deligiorgis.
- 1979 - Don Quijote's Tender Years; trad. Stavros Deligiorgis
- 1979 - Lono (Matca); trad. în rusă de Chiril Kovalgi și Lev Brinski.
- 1979 - Tinerețea lui Don Quijote = La juventud de Don Quijote. Traducere din limba română de Lolita Tăutu.
- 1979 - Matița (Matca). Traducere în macedoneană de  Tasko Sarov.
- 1980 - Kéményeink füstje, Fordította: Éltető József
- 1980 - Hideglelés : két dráma (Răceala); [ford. Kántor Erzsébet, Zirkuli Péter] ; [az utószót Zirkuli Péter írta]
- 1980 - Giona: tragedia in quattro quadri / Marin Sorescu ; ed. a cura dell' ; trad. dal rumeno di Marco Cugno
- 1980 - L'Ouragan de papier (Uraganul de hârtie), verse, Ed. St. Germain des Prés, Paris. Trad. în franceză de Alain Bosquet.
- 1980 - Poznavame se (Ne cunoaștem), verse anthology, Narodna Kultura, Sofia, Bulgaria. Trad. în bulgară de Zdravco Kisov și Asen Stoianov.
- 1980 - Hidegleses (Răceala), ford. Kántor Erzsébet, Zirkuli Péter; Ed. Europa, Budapest.
- 1981 - Poemas,La juventud de Don Quijote. Poemas (Visor de Poesía), traducere de Omar Lara.
- 1981 - Tri predni ziba (Trei dinți din față), Narodna Kultura, Sofia. Trad. în bulgară de Veselina Gheorghieva.
- 1981 - Gedichten (Poezii). Trad. în neerlandeză de Liesbeth Ziedses de Plantes.
- 1982 - Pod vratata (Pe sub ușă), verse anthology, Misla, Skoplye. Trad. în macedoneană de Tasco Sarov.
- 1982 - Symmetries: Selected Poems; poetry anthology, translated by por John Robert Colombo and Petronela Negosanu, Hounslow Press, Toronto, Canada.
- 1982 - This Hour; translated by Michael Hamburger; Logbridge-Rhodes.
- 1983 - La muerte del reloj; selecție și traducere de Manuel Serrano Pérez.
- 1984 - Marin Sorescu - Selected Poems (from 6 collections, 1965-73), translated Michael Hamburger
- 1984 - Poesiealbum Nr. 197 - Marin Sorescu - Poesiealbum ; 197 - Innengrafik von Dagmar Ranft-Schinke
- 1984 - Ceramique, selected verse, Ed. St. Germain des Prés/UNESCO (Oeuvres representatives), Paris. Trad. în franceză de Francoise Cayla.
- 1984 - An Anthology of Contemporary Romanian Poetry (contains 22 poems by Sorescu), translated by Andrea Deletant and Brenda Walker. Forest Books, London.
- 1985 - Abendrot Nr. 15 - gedichte. Signiert von dem deutsch - rumänischen Lyriker Oskar
- 1985 - Let's Talk about the Weather...and other poems; Forest Books, London. Transl. by Andrea Delletant and Brenda Walker; introd."Poet to Poet" by Jon Silkin
- 1985 - The Thirst of the Salt Mountain, a trilogy of plays. Transl. by Andrea Delletant and Brenda Walker. Forest Books, London.
- 1985 - 66 poeemes. Marin Sorescu (un poet roumaine d'aujourd'hui); trad. du roumaine par Jean-Louis Courriol ; etudes et commentaires de Raoul Becousse. Lyon : Centre d'Étude des Interactions Culturelles. Université LYON 3, [s.a.]
- 1985 - El Huracán de papel, poezii, Universidad Autónoma Metropolitana, México, translated into Spanish by Marco Antonio Campos.
- 1986 - El Ecuador y los Polos, selected poems, version by Omar Lara, Ediciones Hiperion, Madrid.
- 1987 - Legszebb versei; ford. Jancsik Pal
- 1987 - Papírorkán : versek; ford. Farkas Árpád
- 1987 - Kábulat; vál. és az előszót írta Kovács András Ferenc; [ford. Balogh József et al.]
- 1987 - The Biggest Egg in the World, selected poems, versions by Seamus Heaney, Ted Hughes, Michael Hamburger, D.J. Enright, David Constantine, Michael Longley, Paul Muldoon, William Scammel; Bloodaxe Books, Newcastle-upon-Tyne, England.
- 1987 - Vlad Dracula. The Impaler: a play; transl. by Dennis Deletant; London ; Boston, Forest Books
- 1987 - The Youth of Don Quijote, selected poems, translated by John F. Deane; Dedalus Press, Dublin.
- 1987 - Poesie d'amore, verse selection, translated by Giorgio Caragiani, Gabriela Bertini; Dick Person, Napoli, Italy.
- 1988 - Povratac Faraona (Intoarcerea faraonului), poems, YKYT Publishing House, Belgrad. Trad. în sârbă de Adam Puslovici.
- 1989 - Jonas - Het vlot van Medusa (Iona și Pluta Meduzei). Roemeens toneel. Pefață și interviu de Liliana Alexandrescu, traducere în limba olandeză de Jan Wilhelm Bos.
- 1989 - Paysans du Danube: chronique d'un village roumain; trad. par Jean-Louis Courriol; Nîmes, Chambon.
- 1990 - Thirst of the Salt Mountain: Trilogy of Plays; transl. by Andrea Deletant and Brenda Walker.
- 1990 - Ödet och alfabetet (Scaune in alfabet), selecție și traducere de Jon Milos; Symposium Borkforlag, Stockholm, Sweden.
- 1990 - Eja te ta them nje fjale (Am zarit lumina), trad. Baki Ymeri, Ed. Rilindja-Prishtine, Albania.
- 1991 - Jag såg ljus på jorden (Am zărit lumină pe pamînt), verse, Ed. Bonniers, Sweden. Trad. în suedeză de Marianne Sandels și Dan Shafran.
- 1991 - Iona, drama, Sa hitya Academy, New Delhi. Trad. în bengali de Amita Bhose.
- 1991 - La Vision de la tanière (Viziunea viziunii), trad. par  Jean-Louis Courriol.
- 1991 - Hands Behind My Back: Selected Poems. Traducatori: Gabriela Dragnea, Stuart Friebert, Adriana Varga.
- 1992 - Der Fakir als Anfanger (Fachirul incepator), poems, Ed. Akzente Hanser, Germany. Trad. în lb. germana de Oskar Pastior.
- 1993 - Marin Sorescu - Poèmes choisis / Horia Badescu - Le visage du temps, traduit par Paola Bentz-Fauci.
- 1993 - Versteende Hettiet - gedichten. Vertaling Wiel Kusters. Versteende Hettiet - gedichten.
- 1993 - 33 Pesme (33 poeme), verse, Novi Sad. Prefața și traducerea in limba sarba de Milan Uzelaț.
- 1993 - Nje flafer dhe nje kembe, versuri. Traducere în limba albaneză de Aurel Plasari.
- 1995 - Vid sädens rötter och andra texter, traducere de Jon Milos, Symposion.
- 1995 - Poezii / Poems / Poesie. Traducatori: Marco Cugno, Ugo Nespolo (italiana); Michael Hamburger, Andreea Delletant, Brenda Walker, Gabriela Dragnea, Adriana Varga, Stuart Friebert, Roy MacGregor-Hastie, Stavros Deligiorgis, D.J. Enricht, Ioana Russel, Gebbett, Ted Highes, John F. Deane (engleza).
- 1995 - Poezii alese, traducere in limba chineza de Tan Swie Hian.
- 1996 - Let's Talk About the Weather and Other Poems; transl. by  A. Deletant, Brenda Walker
- 1996 - Fallenhet för höjder. Dikter i urval, tolkning och presentation an Dan Shafran.
- 1997 - La soif de la montagne de sel, trad. par par Paola Bentz-Fauci
- 1998 - Fachirul începator: poezii - Der Fakir als Anfänger : Gedichte ; ed. îngrijita de Virginia Sorescu ; trad. în lb. germana de Oskar Pastior.
- 1998 - Iona: Stück in vier Bildern; Deutsch von Doina Lescu.
- 1999 - Stege till himlen: sista dikter. Ellerström Trad. în suedeză de Dan Shafran.
- 2001 - Censored Poems; transl. by John Hartley Williams, Hilde Ottschofski.
- 2002 - Die Leere der Glocke: gedichte; traducere de Christian W. Schenk.
- 2003 - Craiova văzută din car = Vid na Krajovu s telegi. Marin Sorescu ; perevod s rumynskogo Anastasii Starostinoj. Moskva, Criterion
- 2004 - The Past Perfect of Flight; transl. by Adam J. Sorkin.
- 2004 - The Bridge (Poems written by Sorescu on his death bed), translated Adam J Sorkin & Lidia Vianu
- 2007 - Poezii-Gedichte; trad. de Dieter Roth.
- 2011 - „Scara către cer”, poezie, „Setea muntelui de sare”, cinci piese, traducere: Ognean Stamboliev, ed. Avangard Print
- 2011 - Die Leere der Glocke: Gedichte; traducere de Christian W. Schenk.
- 2013 - The Selected Poems of Marin Sorescu (Chinese Edition); translated by Gao Xing.
- 2013 - Erratum till paradiset. Trad. în suedeză de Dan Shafran.
- 2013 - Per entre els dies. Antologia poètica (Catalan Edition). Traducere în catalană de Corina Oproae, Xavier Montoliu Pauli.
- 2018 - La tercera estaca (A treia țeapă). Traducere în spaniolă de Catalina Iliescu Gheorghiu.
- 2019 - Alma, que sirves para todo. Traducere în spaniolă de Catalina Iliescu Gheorghiu.
- Streiflicht – Eine Auswahl zeitgenössischer rumänischer Lyrik (81 rumänische Autoren), - "Lumina piezișă", antologie bilingvă cuprinzând 81 de autori români în traducerea lui Christian W. Schenk, Dionysos Verlag 1994, ISBN 3980387119;
- Pieta - Eine Auswahl rumänischer Lyrik, trad. Christian W. Schenk, Dionysos, Boppard, 2018, ISBN 9781977075666;
- ROSARIEN: Rumänische Gegenwartslyrik 2020, 444 Seiten, trad. Christian W. Schenk Dionysos Boppard 2020, ISBN 979-8649287029.

### Studii critice despre opera soresciană
- Problematica actului literar în poezia lui Marin Sorescu; Cornelia Bejenaru, 1970
- Uno scrittore romeno contemporaneo: Marin Sorescu : considerazioni sul suo romanzo "Tre denti devanti"; Gheorghe Carageani, 1979
- Iona: opera dupa tragedia lui Marin Sorescu : partitura; Anatol Vieru, 1980
- Marin Sorescu: instantaneu critic; Mihaela Andreescu, 1983
- Chei pentru labirint - Eseu despre teatrul lui Marin Sorescu și D. R. Popescu; Popescu Marian, Editura Cartea Romaneasca, 1986
- Marin Sorescu sau Despre tînjirea spre cerc; Maria Voda Capusan, 1993
- Marin Sorescu sau interogația exemplară; Camelia Felicia Draghici, 1993
- Marin Sorescu și Deconstructivismul; Maria-Ana Tupan, 1995
- Marin Sorescu la Buzău - Album; Alex. Oprescu, Marcela Chirita, 1996
- Marin Sorescu: studiu monografic; Fănuș Băileșteanu, 1998
- Receptarea în epoca a poeziei lui Marin Sorescu: (1964-1989); Gheorghe Boris Lungu, 1998
- Invito alla lettura di Sorescu; Gheorghe Carageani, 1999
- Intre ironic si imaginar; George Chirila, 2001
- Marin Sorescu în scrisori de familie: (altar cu parabole); George Sorescu (cuv. introd., sinteze, note si comentarii), 2001
- Între ironic și imaginar: monografie Marin Sorescu; George Chirila, 2001
- Opera lui Marin Sorescu; Crenguta Gânsca, 2002
- Marin Sorescu, între parodic și solitudine necesară, Maria Ionică, 2003
- Marin Sorescu - Laserul vagului sau Arta care doare; Ilarie Hinoveanu, 2004
- Marin Sorescu: un eu creator în ipostaze daimonice; Maria Ionica, 2005
- Marin Sorescu: repere biografice; Maria Ionica, 2005
- Marin Sorescu in patru continente. Jurnal I-II; George Sorescu, 2006
- Marin Sorescu, triumfător la judecata de apoi; Ilarie Hinoveanu, 2006
- Marin Sorescu, starea poetică a limbii române: stil și expresivitate în poezia lui Marin Sorescu; Ada Stuparu, 2006
- Generatia '60 - Nichita Stanescu, Marin Sorescu, Ioan Alexandru; Adrian Paunescu (Teza de doctorat), 2007
- Marin Sorescu: imagini, ethos, evocări; Gabriela Rusu-Păsărin; cuv. introd. de George Sorescu ; trad. în lb. engleză: Andreea Bratu ; trad. în lb. franceză: Dana Dinca, 2007
- Marin Sorescu în scrisori de familie; George Sorescu, 2008
- Marin Sorescu - ironica regie la un spectacol existențial; Fanus Bailesteanu, 2008
- La Lilieci - 6 cărți în căutarea lui Marin Sorescu; Marian Barbu, 2009
- A tér játékai : a virtuális tér és a történelmi idő viszonyának módosulásai Páskándi Géza és Marin Sorescu drámáiban (Games of Space: Changes in the Relationship between Virtual Space and Historical Time in the Dramas of Géza Páskándi and Marin Sorescu), Karácsonyi Zsolt, 2010
- Marin Sorescu. Poezia teatrului și teatralitatea poeticului; Ștefania Maria Custură, 2010
- Dramaturgia lui Marin Sorescu: teatru parabolic; Cristina Maria Necula, Voiculescu Ganciu Ionela, 2013
- Monografie. Marin Sorescu; Claudia Benchea, 2014
- Marin Sorescu. Singur printre canonici; Cosmin Borza, 2014
- Expresie populara în ciclul "La Lilieci" de Marin Sorescu; Gr. Brâncus, 2014
- În 1983 si 1992 premiul Nobel trebuia să poarte un nume românesc: Marin Sorescu - convorbiri cu și despre Sorescu; Ion Jianu, 2014
- Sonetele lui Marin Sorescu; Ada Stuparu, 2016
- Marin Sorescu în Postume; Ada Stuparu, 2017
- Marin Sorescu și George Sorescu în corespondență cu personalități; coordonator: George Sorescu, 2017
- Marin Sorescu. Scrisori și documente inedite (vol. I); George Sorescu și Emil Istocescu, 2017
- Marin Sorescu în documente inedite (vol. II); George Sorescu și Maria Ionica, 2017
- Marin Sorescu în anticamera NOBEL; Ion Jianu, 2018
- Marin Sorescu in documente inedite, Vol. 1-4; Maria Ionica, George Sorescu, 2019

## Distincții
- Ordinul Muncii clasa a III-a (30 decembrie 1957) „cu ocazia celei de a zecea aniversări a proclamării Republicii Populare Romîne și pentru merite deosebite în îndeplinirea sarcinilor date de Partidul Muncitoresc Romîn, pentru merite deosebite pe tărîmul construcției de stat, economice, sociale, culturale și obștești”[12]
- Medalia „Meritul Cultural” clasa I (26 septembrie 1966) „pentru merite deosebite în activitatea literară, artistică și de răspîndire a culturii naționale, cu prilejul Centenarului Academiei Republicii Socialiste România”[13]
- Premiul Academiei Române (1968, 1977)
- Medalia de aur pentru poezie "Napoli ospite", Italia, 1970
- Premiul Academiei Române pentru dramaturgie, 1970
- "Le Muse", acordat de Accademie delle Muse, Florența, 1978
- Premiul Internațional de Poezie "Fernando Riello", Madrid, Spania, 1983
- Premiul Herder, acordat de Universitatea din Viena în 1991 pentru întreaga activitate
- Premiul Uniunii Scriitorilor din România, (de șase ori, pentru poezie, teatru și critică literară)

- Premiul Marin Sorescu a fost numit în cinstea lui